# Battle Creek (Michigan)
Battle Creek – miasto (city) w hrabstwie Calhoun, w południowej części stanu Michigan, w Stanach Zjednoczonych, położone nad ujściem rzeki Battle Creek do Kalamazoo. W 2013 roku miasto liczyło 51 848 mieszkańców. 
Zasiedlone w 1831 roku Battle Creek rozwinęło się jako ośrodek uprawy zbóż i przemysłu włókienniczego. W 1850 roku nastąpiło oficjalne założenie miejscowości, która w 1859 roku otrzymała prawa miejskie. W 1863 roku w Battle Creek założony został Kościół Adwentystów Dnia Siódmego.
Na początku XX wieku dyrektor sanatorium w Battle Creek, John Harvey Kellogg wynalazł płatki śniadaniowe. Wkrótce ich produkcja stała się podstawą lokalnej gospodarki, a Battle Creek zyskało przydomek Cereal City (z ang. „miasto płatków śniadaniowych”). W mieście znajduje się siedziba przedsiębiorstwa Kellogg Company, a także fabryki płatków Post Foods oraz Ralcorp.

## Współpraca
- Santo André, Brazylia
- Takasaki, Japonia